# 信息高速公路
信息高速公路（英語：或）是1990年代用于指数字通信系统和互联网通信网络的流行词汇。它与美国参议员、后来的副总统阿尔·戈尔有关。

## 定义
该短语有许多定义。 
《有线风格：数字时代的英语使用原则》的定义是“全数字加密（whole digital enchilada）——交互式、有线、宽带、500通道……时任参议员阿尔·戈尔在1978年的计算机会议上介绍了它，以向他的父亲、参议员老戈尔致敬。”
《麦格劳-希尔计算机桌面百科全书》的定义是“由克林顿/戈尔政府鼓吹的一种被提议的高速通信系统，旨在提高21世纪美国的教育水平。其目的是帮助所有公民，无论其收入水平如何。 最初互联网被称为这种高速公路的模型。然而，随着万维网的爆炸式增长，互联网成为了信息高速公路”。
《牛津英语词典》的定义是“用于信息高速传输的路线或网络；特别是（a）美国提议的国家光纤网络；（b）互联网”。《牛津英语词典》引用了三本期刊对这一短语的使用：
- 《新闻周刊》1983年1月3日：“……用光纤建成的信息高速公路将在东海岸形成776英里长的系统，连接波士顿、纽约、费城和华盛顿特区。”
- 《基督科学箴言报》1991年12月19日：“戈尔议员把国家研究和教育网络（NREN）称作‘信息高速公路’——这将催化他所希望的国家光纤网络的形成。”
- 《纽约时报》1993年10月26日：“副总统阿尔·戈尔正推动信息高速公路等技术的发展，这项技术会把每个在家或在办公室的人和其他一切事物连在一起——电影和电视节目、购物服务、电子邮件和大量的信息。”

麻省理工学院协调科学中心1994年第179号工作文件对这一概念进行了描述：“信息高速公路直接连接了数百万人，每个人既是信息的消费者，又是潜在的提供者。……在关于信息高速公路的商业机遇的预测中，大部分聚焦在信息产品的供应（如可随时播放的视频）以及实体产品的新销路（如家庭购物）上。……信息高速公路汇集了数百万人，他们可以彼此交换信息。任何传统的进行有益交易的市场（如农贸市场或交易场），或任何用户看着计算机屏幕上的标价作出反应的系统，对未来所需的数量巨大的、经常是复杂的贸易而言，其信息量都少得可怜。”

## 较早的类似短语
一些人更早地在电信领域使用了“高速公路”一词。
1964年，M·布拉泽顿（M. Brotherton）在他的著作《激微波和激光》中，在通讯领域使用术语“高速公路”。 
1974年，白南准在电信领域使用了“高速公路”（super highway）一词，因此有人认为他可能是“信息高速公路”一词的提出人。实际上，在1974年他给洛克菲勒基金会的提案《后工业社会的媒体规划——距21世纪仅26年》中，他使用了一个略有不同的短语“电子高速公路”（electronic super highway）。 
1972年，安德鲁·塔戈夫斯基提出了波兰国家发展计划，其中包括发展公共计算机网络INFOSTRADA的计划。后来，他在其著作《信息学，开发和系统模型》（INFORMATYKA modele rozwoju i systemów）中发表了该计划及其拓扑结构。

## 历史
1992年，美国总统候选人比尔·克林顿提出建设信息高速公路，1993年它成为美国政府的建设计划。1993年9月美国总统比尔·克林顿发布的国情咨文报告中，其名称被规范为“国家信息基础结构”（National Information Infrastructure）。随后，欧盟、加拿大、俄罗斯、日本等纷纷推出各自的国家信息基础结构建设计划。但更为人们所熟知的名字还是信息高速公路计划。

## 扩展阅读
- Andrews, Edmund. "Policy Blueprint Ready for Data Superhighway （页面存档备份，存于）." New York Times, Sept. 15, 1993.
- Besser, Howard. "The Information SuperHighway: Social and Cultural Impact," 1995.
- Broad, William, , New York Times, November 10, 1992  [2020-04-18], （原始内容存档于2019-08-19）
- Ferranti, Marc. "Europe Seeks a Lane on Info Highway," International Herald Tribune, October 1995.
- Gore, Al. "Remarks given by Vice President Gore at The Superhighway Summit, UCLA," January 11, 1994.
- "Information Superhighways: The Next Information Revolution（页面存档备份，存于）." The Futurist, January–February 1991, Vol. 25: 21-23.
- Kahn, Jeffery. "Building and Rescuing the Information Superhighway （页面存档备份，存于）," 1993.
- Special Issue: TIME magazine, 12 April 1993. "Take A Trip into the Future on the ELECTRONIC SUPERHIGHWAY"
- Gomery, Douglas. "What's At the End of the Infobahn?," American Journalism Review, May 1996.
- Special Issue: TIME magazine, 12 April 1993. "The Info Highway: Bringing a revolution in entertainment, news, and communication[永久]"
- Popular Mechanics, January, 1994. "Understanding the Information Superhighway （页面存档备份，存于）"